# Charles Haslewood Shannon

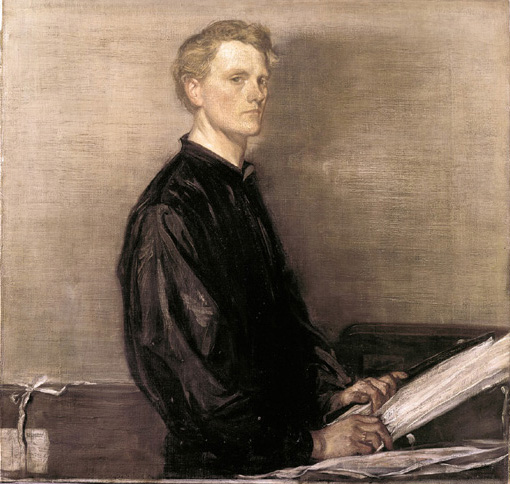
Charles Haslewood Shannon, självporträtt.

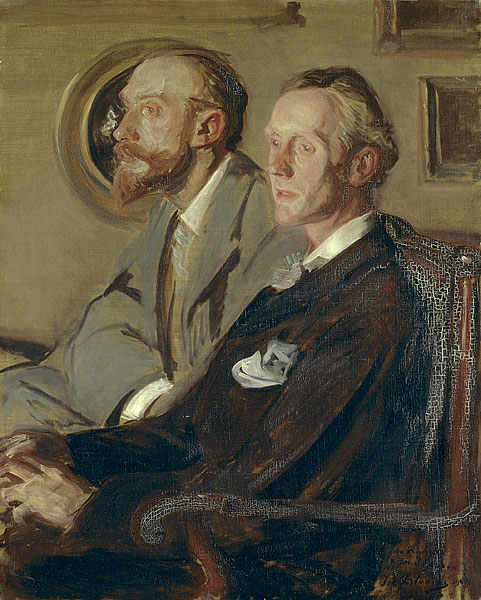
Shannon och Rickett, målning av Jacques-Émile Blanche från 1904

Charles Haslewood Shannon, född den 26 april 1865 i Sleaford, Lincolnshire, död den 18 mars 1937, var en engelsk konstnär.
Shannon var elev och livskamrat till Charles Ricketts, som han träffade i tonåren på konstskola, och de utgav tillsammans tidskriften The Dial ("Soluret"), där Shannons behagfulla litografier och Ricketts träsnitt gjorde stor lycka. De samarbetade också med träsnittsteckningar i Dafnis and Kloe (1893) och Hero and Leander (1894). Även Shannons stentryck var ofta små mästerverk. Bland hans målningar, lätt stiliserade och hållna i stark och fyllig kolorit, märks Brudtärnorna, Bruden klädes, Badet, Sovande nymf, Kvinna med cyklamen, Skulptrisen (Luxembourggalleriet i Paris) med flera.
Shannon och Ricketts kunde inte leva öppet som ett par på grund av sin samtids homofobi (deras vän Oscar Wilde fängslades för sin sexualitet) men de var trots detta  varandra mycket trogna. Ricketts gav till och med upp sin egen karriär som konstnär för att stödja Shannons.
Han invaldes i Royal Academy år 1911, och blev 1918 vice ordförande för International Society of Sculptors, Painters and Gravers.

## Galleri

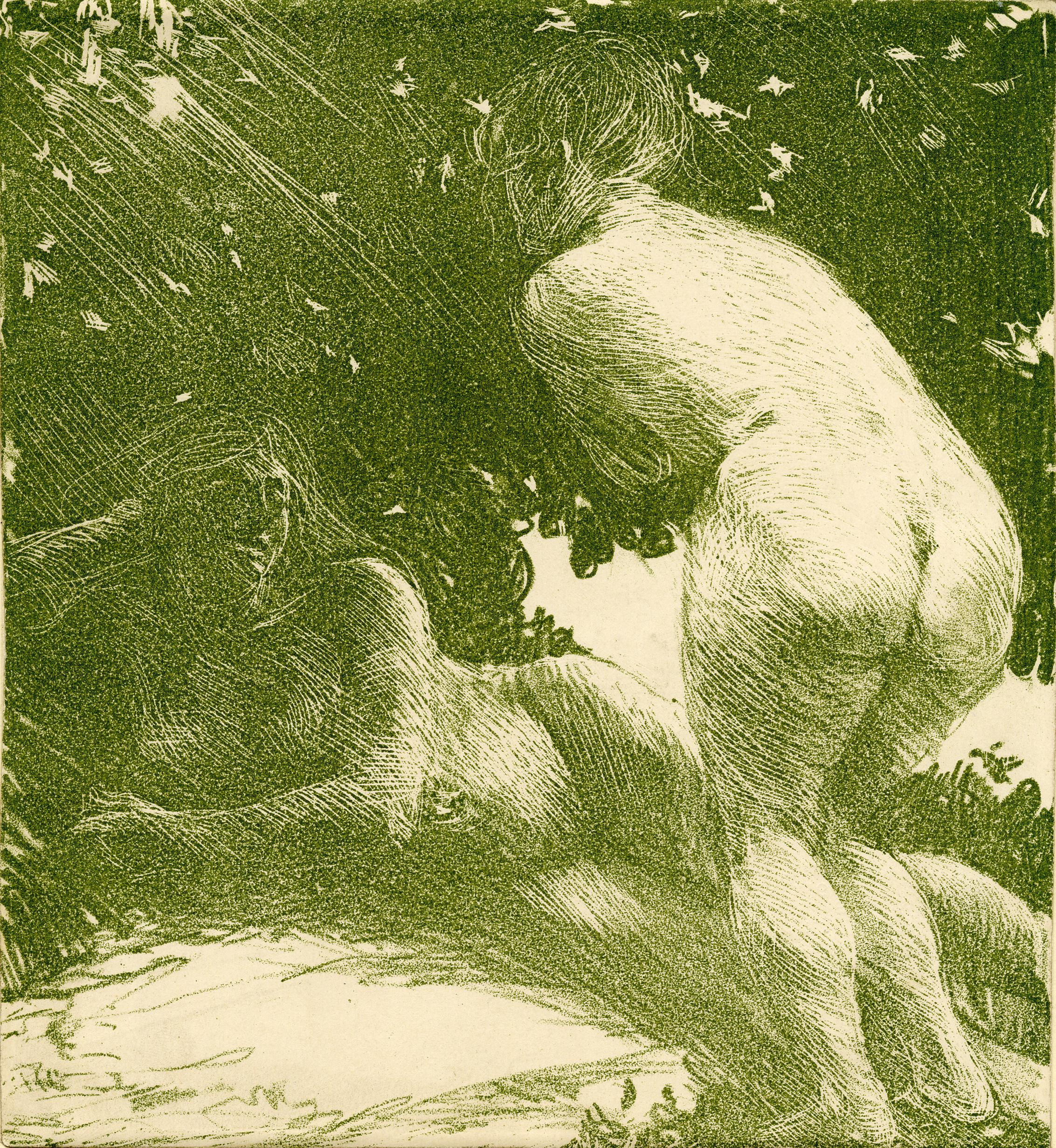
Badarna under träden, 1888
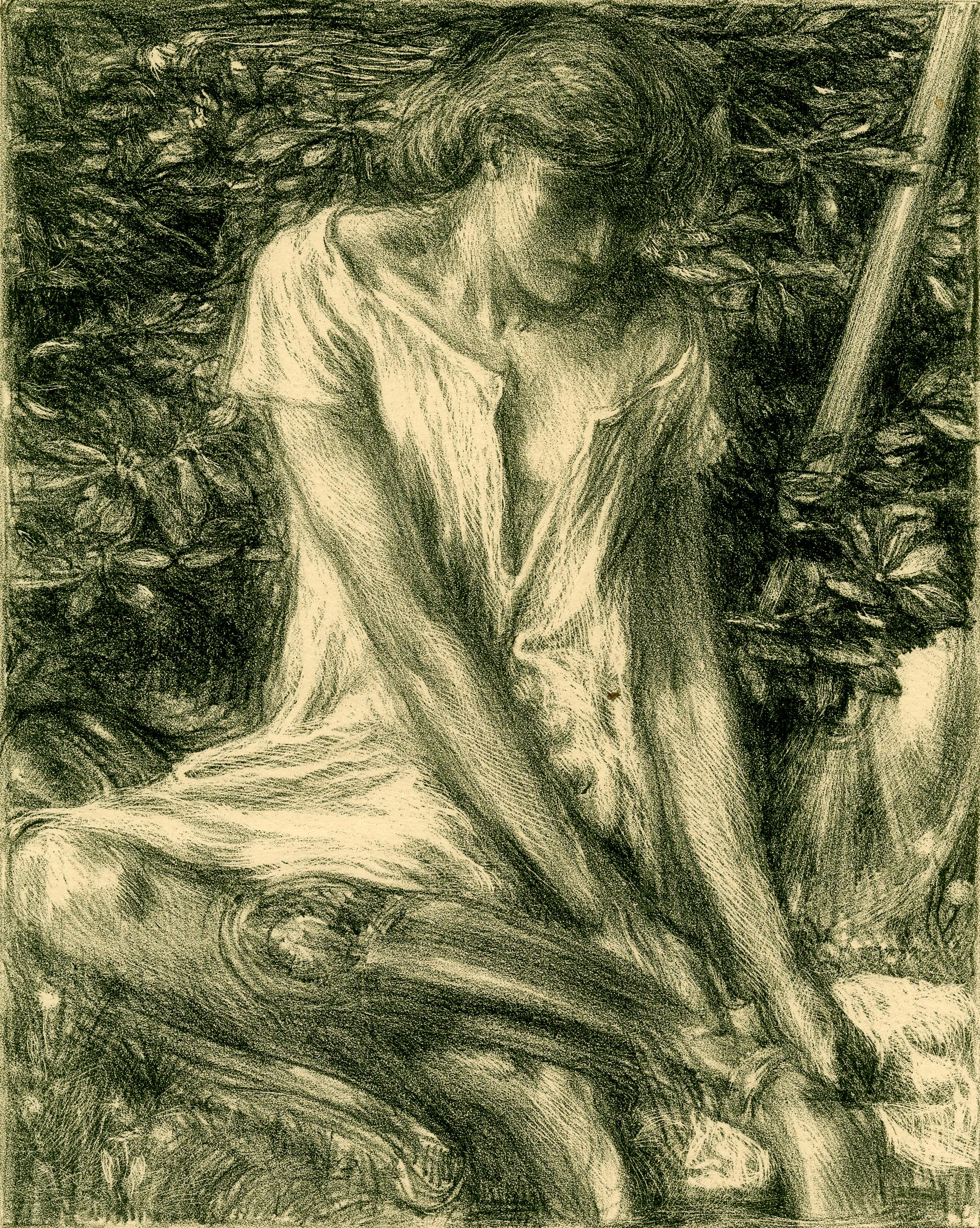
Atalanta, 1893
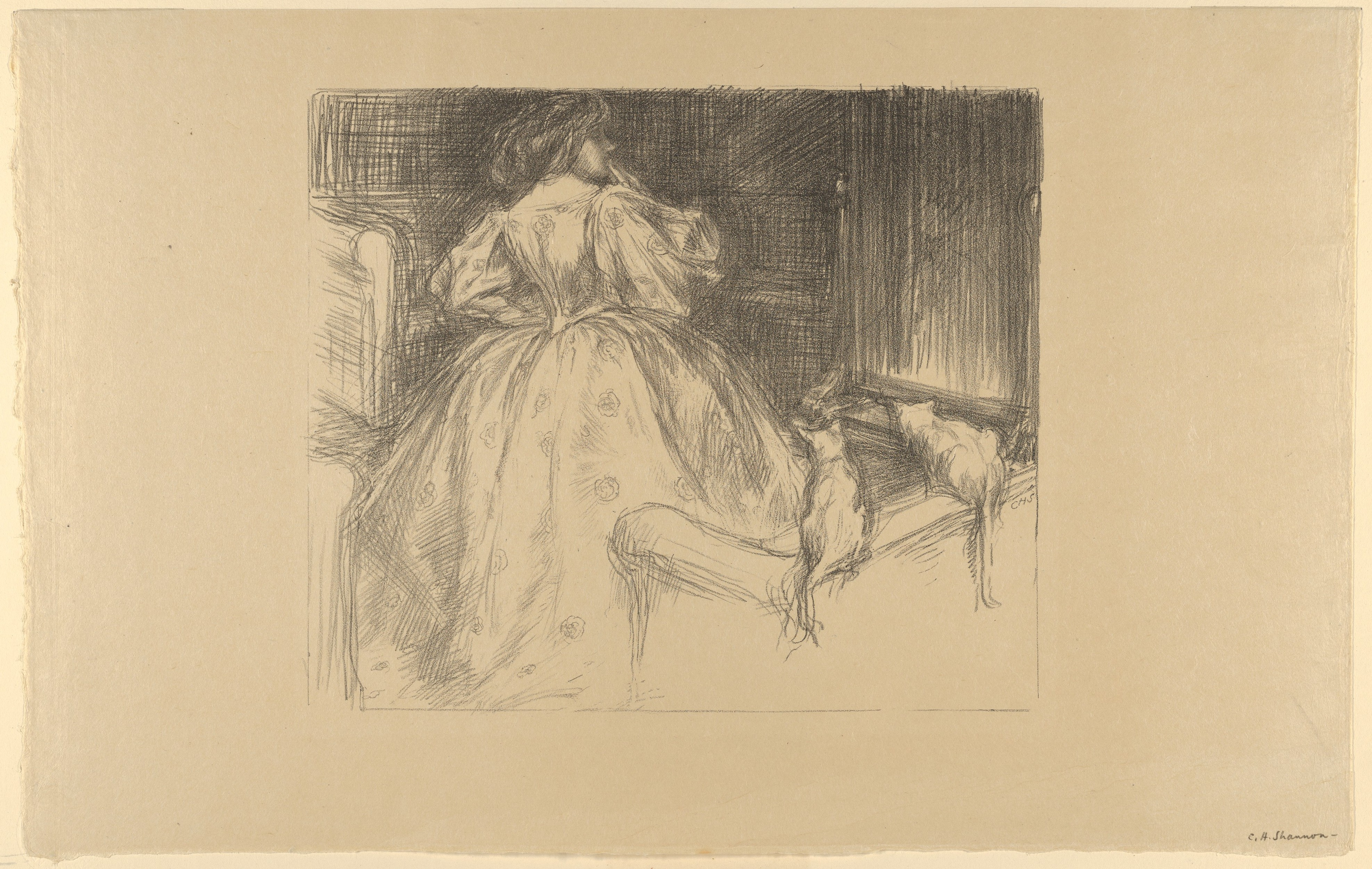
Biondina (kvinnan med katterna) 1894
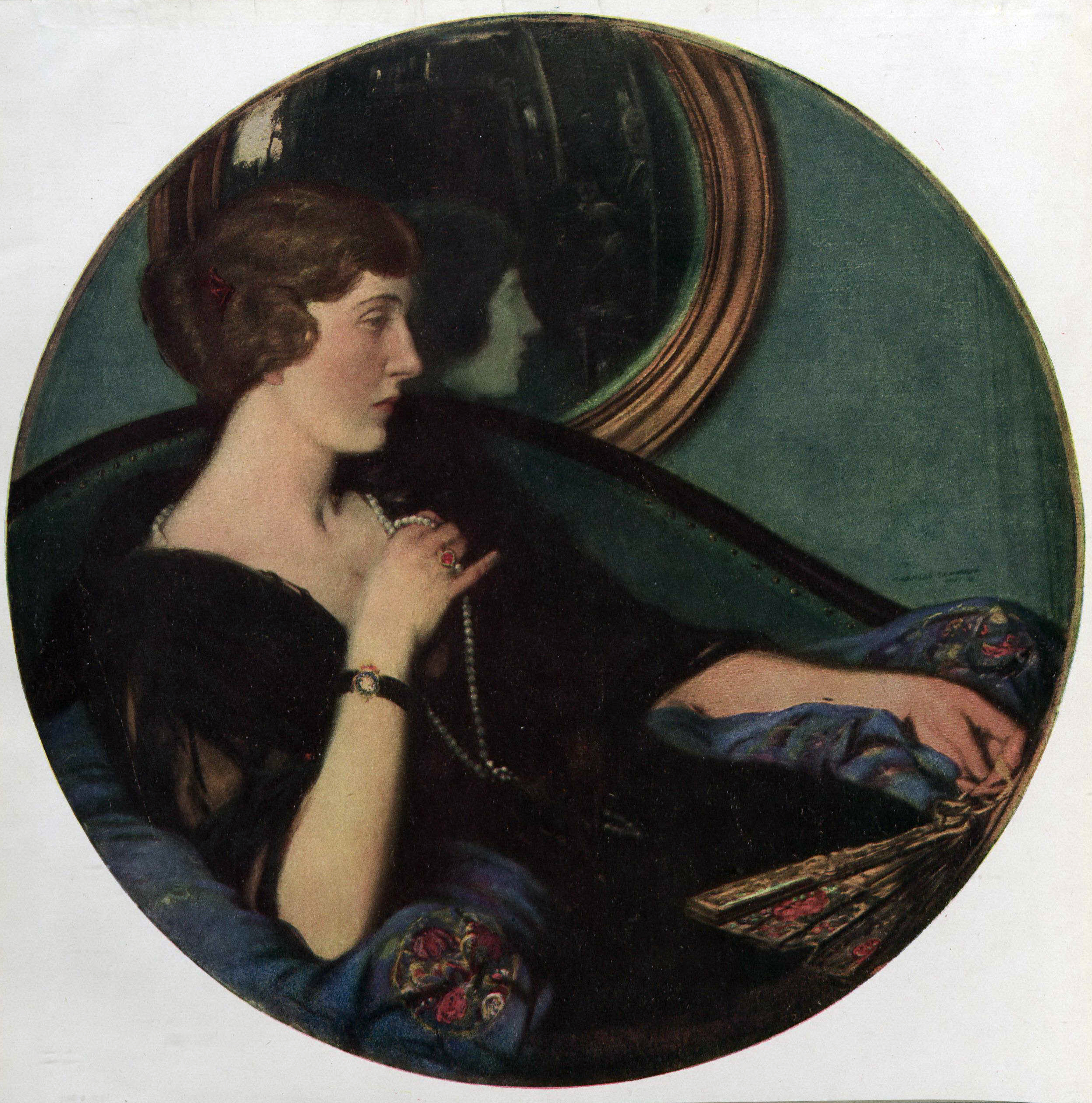
Prinsessan Patricia av Connaught, ca 1918
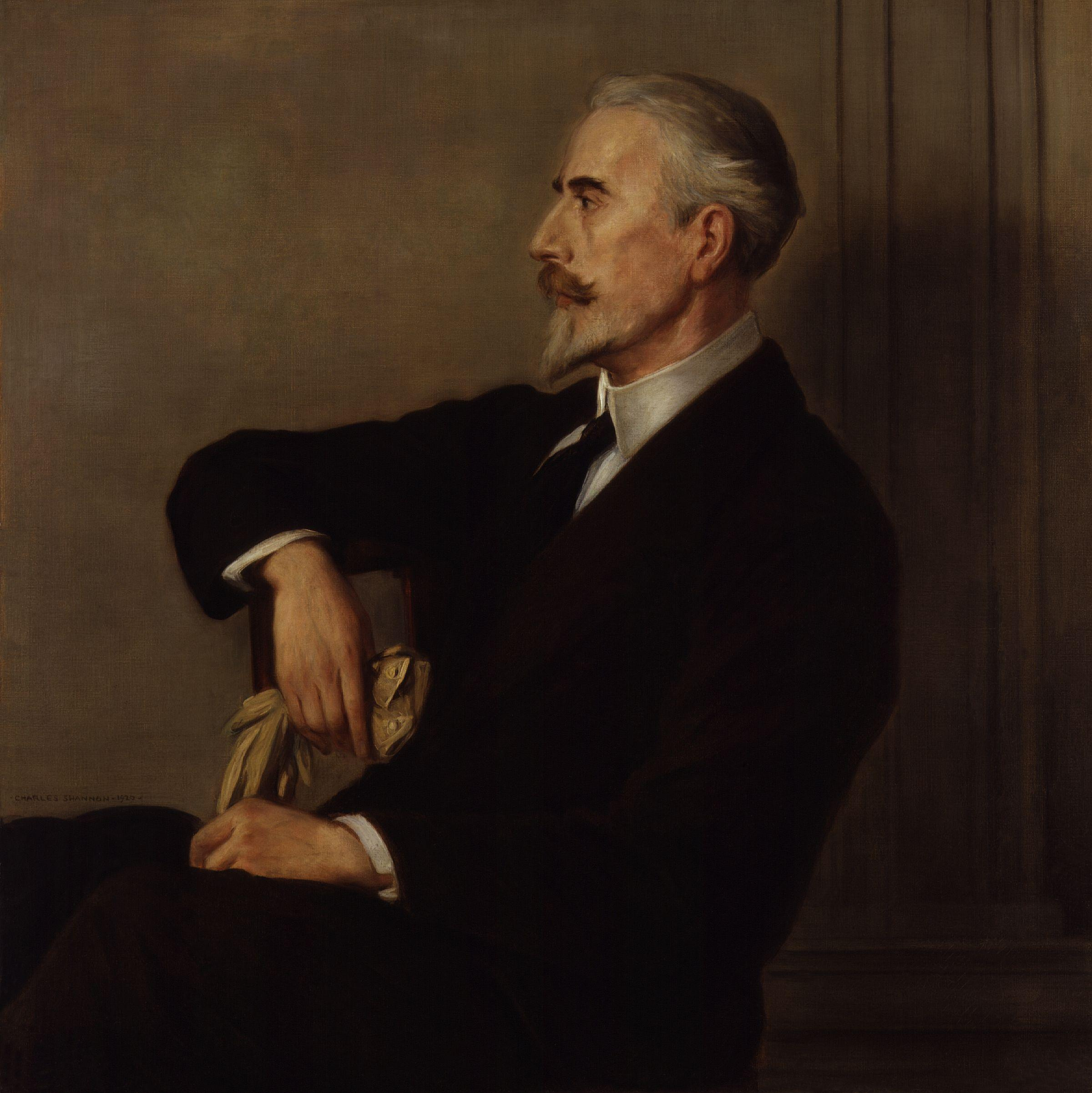
Henry Wickham Steed, 1920